# Machu Picchu (montaña)
La montaña Machu Picchu (con una altitud de 3082 m s. n. m.) forma parte de las estribaciones orientales del macizo de Salcantay, en Cuzco, Perú. Es parte de una gran formación orográfica conocida como Batolito de Vilcabamba, en la Cordillera Central de los Andes peruanos, es conocida principalmente por ser la montaña que por antonomasia da el nombre al santuario y al sitio arqueológico que se encuentra sobre sus faldas y que son considerados patrimonio de la humanidad.

## Descripción
A diferencia de la montaña vecina Huayna Picchu, Machu Picchu es mucho más grande en tamaño tanto vertical como horizontal y carece de áreas arqueológicas en su zona alta, por el contrario, es la montaña donde se ubica el sitio arqueológico y en su mayor conjunto el santuario histórico del mismo nombre, con más diversidad de fauna y flora, destacando la presencia de aves como el canastero de Junín (Asthenes virgata), el tijeral cejiblanco (Leptasthenura xenothorax) o el hemispingo de Parodi (Hemispingus parodii), entre otros.